# Shi to Kanojo to Boku
Shi to Kanojo to Boku (死と彼女とぼく) és un manga de terror escrit i dibuixat per Madoka Kawaguchi. El manga va ser serialitzat a la revista Kiss des del 1991 fins al 1999 i posteriorment recopilada en 10 volums per l'editorial Kodansha. Fou adaptada a una sèrie de televisió que debutà el 21 de setembre de 2012 al Japó.

## Personatges
- Yukari Tokino (Azusa Mine)
- Yūsaku Matsumi (Tomohiro Ichikawa)
- Natsumi (Atsuko Sakurai)